# أحمد دورسون
أحمد دورسون (25 يناير 1978 بغلزنكيرشن في ألمانيا - ) هو لاعب كرة قدم ألماني وتركي في مركز الهجوم. شارك مع منتخب تركيا تحت 21 سنة لكرة القدم ومنتخب تركيا لكرة القدم. أما مع النوادي، فقد لعب مع أضنة سبور وأنطاليا سبور وأنقرة غوجو وإسطنبول سبور وفاتنشايد 09 ونادي بشكتاش ونادي تيانجين تيدا ونادي خزر لنكران وأيوب سبور وTuranspor ‏ وكوجالي سبور.

## روابط خارجية
- أحمد دورسون على موقع اتحاد تركيا (لاعب) (الإنجليزية)
- أحمد دورسون على موقع قاعدة بيانات كرة القدم.إي يو (الإنجليزية)
- أحمد دورسون على موقع ناشيونال فوتبول تيمز (الإنجليزية)
- أحمد دورسون على موقع عالم كرة القدم.نت (الإنجليزية)